# Roberto Antonelli (attore)
Roberto Antonelli (Campobasso, 14 giugno 1938) è un attore italiano.

## Biografia
Roberto Antonelli, a volte accreditato con lo pseudonimo Robert Anthony, è un attore professionista dal 1967. Ha recitato in teatro, televisione, cinema. 
Diplomato presso l’Accademia nazionale d’arte drammatica esordisce al cinema nel film La bisbetica domata con la regia di Franco Zeffirelli.
Nel 1970 è il protagonista del film La ragazza di latta diretto da Marcello Aliprandi con cui vince l'asteroide d'argento come miglior attore al festival internazionale di Trieste.
Nel 2008 partecipa al film di fantascienza Jumper - Senza confini con cast internazionale.

## Filmografia

### Cinema
- La bisbetica domata, regia di Franco Zeffirelli (1967)
- Il coraggioso, lo spietato, il traditore, regia di Juan Xiol e Edoardo Mulargia (1967)
- Romeo e Giulietta, regia di Franco Zeffirelli (1968)
- Uno di più all'inferno, regia di Giovanni Fago (1968)
- La ragazza di latta, regia di Marcello Aliprandi (1970)
- Jus primae noctis, regia di Pasquale Festa Campanile (1972)
- La calandria, regia di Pasquale Festa Campanile (1972)
- La sculacciata, regia di Pasquale Festa Campanile (1974)
- Corruzione al palazzo di giustizia, regia di Marcello Aliprandi (1975)
- Conviene far bene l'amore, regia di Pasquale Festa Campanile (1975)
- Il soldato di ventura, regia di Pasquale Festa Campanile
- Un borghese piccolo piccolo, regia di Mario Monicelli (1976)
- Il gatto dagli occhi di giada, regia di Antonio Bido (1977)
- Morte in Vaticano, regia di Marcello Aliprandi (1982)
- Il petomane, regia di Pasquale Festa Campanile (1983)
- Un tenero tramonto, regia di Raimondo Del Balzo (1984)
- Banditi, regia di Stefano Mignucci (1995)
- Dear World, regia di Felix Tissi (1997)
- Who's Next?, regia di Felix Tissi (1998)
- Femminile, singolare, regia di Claudio Del Punta (1999)
- L'ultima lezione, regia di Fabio Rosi (2001)
- Jumper - Senza confini, regia di Doug Liman (2008)
- Sotto una buona stella, regia di Carlo Verdone (2014)

### Cortometraggi
- Il respiro dell'arco, regia di Enrico Maria Artale (2012)
- Pensa al tuo futuro, regia di Robert Gilbert (2014)

### Televisione
- Il triangolo rosso episodio  Il guardiano notturno – serie TV  (1967)
- Addio giovinezza! – film TV  (1968)
- Carosello Sambuca Molinari con Paolo Stoppa - pubblicità TV (1969)[2]
- Storia di Pablo, regia di Sergio Velitti – film TV  (1970)
- Il carcerato – miniserie TV  (1971)
- Canossa – miniserie TV  (1974)
- Sam & Sally – miniserie TV  (1978)
- Quattro grandi giornalisti episodio Luigi Albertini – miniserie TV  (1980)
- Don Luigi Sturzo – miniserie TV  (1981)
- La chambre des dames – miniserie TV  (1983)
- Anni '60 – miniserie TV  (1999)
- Amanti e segreti – miniserie TV  (2004)